# アグロー
アグロー（英: Agloe）は、アメリカ合衆国ニューヨーク州のキャッツキル山地中に存在するとされた架空の地名。地図製作者がコピーライト・トラップとして描き入れた「ペーパータウン」（架空の町）であるが、その後実際に地名のように使われるようになったという点で稀有な事例である。ジョン・グリーンの小説『ペーパータウン』（2008年）が米国でベストセラーになると、重要な舞台となったアグローは広く知られるようになった。

## 所在
「アグロー」は、ニューヨーク州サリバン郡ロックランド町 (Rockland, New York) ロスコー集落 (Roscoe, New York) の北、州道206号線 (New York State Route 206) 線沿いにあるとされた地名である。
「アグロー」最寄りの町ロスコーは人口500人ほどの田舎町で、付近にビーバーキル川 (Beaver Kill) などの河川が流れているために、フライ・フィッシングの釣り場として知られている。このロスコーから北に向かう州道206号線は、ビーバーキル川を渡って川沿いにしばらく進んだ地点で、東方向にロックランド町ビーバーキル地区 (Beaverkill) へ至るビーバーキル・バレー・ロードが分かれる。この分岐点付近に地図上で記された地名が「アグロー」である。ロスコーからおおむね4キロメートルほど離れたこの分岐点は郡の境界をわずかに越えており、デラウェア郡コルチェスター町 (Colchester, New York) の域内にあたる。なお、かつてGoogle マップで指定された地点や、アメリカ地質調査所の地名情報システムで指定された地点（北緯41度57分51秒 西経74度54分28秒 / 北緯41.9642290度 西経74.9078980度）は、それぞれビーバーキル・バレー・ロードの分岐点よりも西へ数百メートル離れている。
2014年現在の「アグロー」周辺には、遺棄された納屋や、かつて釣り客用のロッジ「アグロー・ロッジ」として使われた廃屋などがあるばかりで、集落と言えるようなものはない。ただ後述の通り、この場所が「アグロー」であることを示す看板が立てられている。

## 歴史

### 創造
「アグロー」が最初に地図に現れたのは、1925年のことである。ジェネラル・ドラフティング社 (General Drafting) が製作した道路地図の中に、小集落（0人 - 500人）の記号を付して「アグロー」が示された。
ジェネラル・ドラフティング社は当時、道路地図のビッグスリーと呼ばれた米国有数の地図製作会社であった。ただし一般向けの地図出版は自社ブランドでは行わず、スタンダード・オイルや Socony（モービル石油を経て現在のエクソンモービル）といった石油会社と契約して、ガソリンスタンドで無料配布する道路地図の制作にあたっていた。この地名を作ったのは、ジェネラル・ドラフティング社社長のオットー・リンドバーグ（Otto G. Lindberg）と、アシスタントのアーネスト・アルパース（Ernest Alpers）で、Agloe は、2人のイニシャルを並べ替えたもの（アナグラム）である。
虚構の地名が故意に掲載されたのは、いわゆるコピーライト・トラップ（著作権トラップ）のためで、同業の地図製作者が地図のデータを無断流用（盗用）した場合に言い逃れができないようにし、権利侵害を立証するための仕掛けである。

### 伝説と実際
リンドバーグらによって虚構の地名「アグロー」が地図に載せられてより数年後、ライバル会社であるランドマクナリー社がニューヨーク州の地図を発行した際に、「アグロー」も記載された。リンドバーグらはランドマクナリー社が地図を盗用したと考え、紛争が生じた。しかしこの紛争の中で、「アグロー」の名を冠する店舗が現地に実際に建てられていることが判明し、「アグロー」が地名と認識されているとして、ランドマクナリー社は著作権侵害に問われることはなかった。
地図への登場から紛争に至る前後については、以下のような話が語られている。
- リンドバーグらはランドマクナリー社を訴えたが[2]、ランドマクナリー社は法廷において、製図者が現地で "Agloe General Store" という雑貨店を確認したと主張した[2]。店舗のオーナーはエッソ（現エクソンモービル社）のガソリンスタンドで地図を見た際に「アグロー」を知り[2]、 これを地名と考えて、店名に「アグロー」を掲げたのであった[2]。
  - ランドマクナリー社の担当者が現地に赴く前に、郡の公式地図を確認したところアグローの地名と座標が示されていた、というバージョンもある[4]。
- 「アグロー」は1930年代にゼネラル・ドラフティング社が地図に記入したペーパータウンで、エッソその他が配布する地図に転載された。その地点に建てられた店舗は、地図にあった地名から「アグロー」という屋号をつけた[5]。

「アグロー」について地元ロスコーの人々を取材した『ニューヨーク・タイムズ』（2014年3月）および『朝日新聞』（2015年10月）の記事では、若干異なる経緯を載せている。
現地にあったのは雑貨店ではなく、釣り客用のロッジであった。リンドバーグらとランドマクナリー社との協議の中で「アグロー・ロッジ」という名のロッジの存在が明らかになり、提訴には至らなかった。
ロッジを開設した人物の孫ダーリン・ビアーズ（Darlene Beers）が『ニューヨーク・タイムズ』に答えたところによれば、1930年にビアーズの祖父はこのロッジを売却した。ロッジの買い手は、新たに設立した会社に「Agloe Lodge Farms」と名付け、その後ロッジは「アグロー・ロッジ」と呼ばれるようになった。
「アグロー・ロッジ」は1944年頃に閉鎖されたが、その後も「アグロー」は地図に載り続けた。『ニューヨーク・タイムズ』は1957年に、州道のドライブ記事の中で沿道の地名として「アグロー」に言及している。エッソやエクソンの地図には、20世紀末になっても「アグロー」が描かれていた。

### グリーン『ペーパータウン』以後
2008年、ジョン・グリーンによるヤングアダルト向けの小説『ペーパータウン』 (Paper Towns) が出版される。フロリダ州に暮らす冴えない男子高校生クエンティンを主人公に、幼馴染の女子生徒マーゴとのやりとりを中心として、高校卒業前の微妙な時期の心理を描いた青春小説であるが、物語の後半でクエンティンは、失踪したマーゴを探すべく、地図上にしかないはずの町「アグロー」を訪ねる。この作品はエドガー賞ヤングアダルト部門を受賞、ベストセラーになり、2015年7月には映画化もされた。これによって「アグロー」は広く知られるようになり、作中に登場する架空の店舗「アグロー商店 (Agloe General Store)」を訪ねようとするファンも現れた。こうしたファンのために、2015年夏にロスコーの住民によって「アグローへようこそ！ (Welcome to Agloe!)」という看板が道端に建てられた。
2014年2月、アメリカ地質調査所は地名情報システムのデータベースに、「非公式 (not official)」という断りを添えつつ、1998年エクソンモービル社発行の地図を典拠として、「アグロー」を登録した。
Google マップにも「アグロー」が記載されていた。2014年2月、ジャーナリスト・作家でブロガーのフランク・ジェイコブズ (Frank Jacobs)  が、ネットフォーラム「Big Think」の自己のブログ連載 "Strange Maps" においてこのことを紹介して話題となった。しかし、Google は 2014年3月に「アグロー」をマップから削除している。ナショナル・パブリック・ラジオ(NPR)の科学担当ジャーナリストのロバート・クラルウィッチ (Robert Krulwich) も、2014年3月にGoogle マップ での「アグロー」の「消滅」について記事を記している。